# Otodistomum plicatum
Otodistomum plicatum är en plattmaskart. Otodistomum plicatum ingår i släktet Otodistomum och familjen Azygiidae. Inga underarter finns listade i Catalogue of Life.